# André Anselme
André Anselme – francuski kierowca wyścigowy. Zwycięzca 24-godzinnego wyścigu Le Mans w klasie GT +2.0 w 1971 roku.